# Anton Köhler
Anton Köhler, též Toni Köhler (16. prosince 1888 Radovesice – 1969 Tutzing), byl československý politik německé národnosti a meziválečný poslanec Národního shromáždění za Německý svaz zemědělců (Bund der Landwirte).

## Biografie
Podle údajů k roku 1933 byl profesí majitelem hospodářství v Radovesicích u Bíliny. Působil jako starosta. Byl členem společnosti pro německé lidové vzdělávání v ČSR.
Po parlamentních volbách v roce 1929 získal za Německý svaz zemědělců poslanecké křeslo v Národním shromáždění. Mandát ale získal až dodatečně, roku 1933, jako náhradník poté, co zemřel poslanec Georg Böllmann. 18. září 1938 společně s Carlem Kostkou, Emanuelem Reichenbergerem, Kurtem Sitte a Wenzelem Jakschem vyzval po krachu sudetoněmeckého povstání k utvoření Národní rady mírotvorných sudetských Němců s tím, že tzv. Čtvrtý plán při poctivé vůli z české i sudetoněmecké strany skýtá vhodnou pozici pro plodná jednání k dosažení společné dohody.
Za druhé světové války byl v letech 1941–1945 vězněn v koncentračním táboře Dachau a Buchenwald.
Po válce žil v Západním Německu. Byl úředníkem pojišťovny ve městě Freiburg im Breisgau.